# Amurskij rajon
L'Amurskij rajon, in russo Амурский район?, è un municipal'nyj rajon del Kraj di Chabarovsk, nell'Estremo oriente russo. Istituito nel 1962, occupa una superficie di circa 16.720 chilometri quadrati, ha come capoluogo Amursk e e nel 2010 ospitava una popolazione di circa 75.000 abitanti.